# HSG Blomberg-Lippe
HSG Blomberg-Lippe er en tysk håndboldklub beliggende i Blomberg, ved Kreis Lippe i Nordrhein-Westfalen. Klubben spiller for tiden i Handball-Bundesliga Frauen. Klubben blev grundlagt i 1993 og har hjemmebane i Schulzentrum Blomberg.
Fra 1. januar 2008 til 2010, gik klubbens førstehold for kvinder, under navnet 'ProVital Blomberg-Lippe'. Hovedsponsoren og majoritetsaktionær var heristo AG. De trak sig dog ud af klubben i 2011. I mellemtiden nåede holdet finalen i DHB-Pokalen i sæsonen 2009/10, som dog blev tabt til Bayer Leverkusen, med cifrene 23-34. Fire år senere nåede Blomberg-kvinderne igen pokalfinalen og tabte igen denne gang 26-36 mod HC Leipzig.

## Resulater

### Førsteholdet
- DHB-Pokal:
  - Finalist: 2010, 2014
- 2. Handball-Bundesliga:
  - Vinder: 2010, 2014 1996, 2006

### Ungdomsholdet
- Førsteholdet
  - Tysk mester: 2008
  - Tysk vicemester: 2008: 2005, 2006, 2007, 2009, 2012, 2013, 2015
- Andetholdet
  - Tysk mester: 2008: 2016
  - Tysk vicemester: 2014

## Spillertruppen 2021-22

### Current squad
Spillertruppen gældende for 2021-22 sæsoson
| Målvogtere - 12 Marie Andresen - 16 Melanie Veith Fløjspillere RW - 11 Lisa Bormann-Rajes - 20 Emelyn van Wingerden LW - 18 Ndidi Agwunedu - 26 Jennifer Murer Stregspillere - 03 Laura Rüffieux - 13 Nele Wenzel - 23 Cara Hartstock | Bagspillere LB - 14 Kamila Kordovská - 22 Linnea Pettersson - 24 Malina Marie Michalczik CB - 19 Cara Reiche - 21 Nele Franz RB - 05 Ann Kynast - 08 Laetitia Quist - 17 Emma Hertha |